# 東京都立江東商業高等学校
東京都立江東商業高等学校（とうきょうとりつ こうとうしょうぎょうこうとうがっこう）は、東京都江東区亀戸四丁目に所在する都立商業高等学校。開校以来、東京都の商業高校の伝統校の一つである。

## 設置学科
- 総合ビジネス科

## 沿革
- 1905年　亀戸実業補習学校として設立
- 1918年　男子生徒と女子生徒を分離し、女子亀戸実業補習学校に改名
- 1932年　東京府南葛飾郡立亀戸実業専修学校に改名
- 1933年　東京市城東区立亀戸実業専修女学校に改名
- 1935年　東京市城東区立城東実業専修女学校に改名
- 1943年　東京市立城東実業女学校に改名後、7月には東京都立城東実業女学校へと改名
- 1945年　3月10日の東京大空襲により、校舎が全焼
- 1948年　東京都立江東女子商業新制高等学校に改名
- 1950年　東京都立江東商業高等学校に改名
- 1988年　情報処理科を設置
- 1995年　新校舎完成
- 2003年　総合ビジネス科を設置
- 2005年　創立100周年記念式典挙行

## 教育目標
1. 人権尊重の精神に則り、民主的で平和な社会の実現に貢献できる人材を育成する。
2. 自主、自立、協調の精神、そして豊かな情操を身につけ、「生きる力」を備えた人材を育成する。
3. 基礎学力を身につけさせ、英語、会計、ITのビジネス3言語を道具として活用できる人材を育成する。
4. 自己実現を的確に支援し、高い志を持ち国際社会に羽ばたく人材を育成する。

## 交通
- JR東日本中央・総武緩行線亀戸駅より徒歩10分
- 東武亀戸線亀戸水神駅より徒歩4分

## 学校行事
- 4月 - 入学式、対面式
- 5月 - 芸術鑑賞、1・2年遠足、中間考査
- 6月 - 体育祭
- 7月 - 期末考査
- 8月 - 部活動合宿
- 10月 - 中間考査、江商祭、2年修学旅行、3年遠足
- 11月 - 学校説明会
- 12月 - 期末考査、芸術鑑賞
- 2月 - 3年学年末考査
- 3月 - 卒業式、1・2年学年末考査

## 部活動
- 華道部
- 茶道部
- 吹奏楽部
- 軽音楽部
- 演劇部
- アニメコミック部
- クッキング部
- 簿記部
- パソコン部
- ワープロ部
- JRC

・マーケティング部
- バレーボール部
- バスケットボール部
- テニス部
- バドミントン部
- ソフトボール部
- 野球部
- サッカー部
- ダンス部

## 制服
- 冬服　　男子：詰襟、女子：セーラー服（黒）
- 夏服　　男子：ワイシャツ、女子：セーラー服（半袖・長袖）

## 特記事項
- 50校以上から指定校推薦がある。
- 公務員試験での合格を目指し、公務員指導を行っている。
- 毎年就職希望者全員が内定されている。

## 著名な出身者
- 柳内光子（浦安商工会議所会頭）